# Diocese de Comodoro Rivadavia
A  Diocese de Comodoro Rivadavia  (em latim: Diœcesis Rivi Nigri Vallensis Superioris) é uma diocese localizada na cidade de Comodoro Rivadavia pertencente á Arquidiocese de Bahía Blanca na Argentina. Foi fundada em 11 de fevereiro de 1957 pelo Papa Pio XII. Possui uma população de 242 mil habitantes sendo 143 mil católicos, totalizando 83,3% da população. 

## Lista de bispos
A seguir uma lista de bispos desde a criação da diocese. 
|                          | Nome                                    | Período   | Notas                                     |
| Bispos                   | Bispos                                  | Bispos    | Bispos                                    |
| ------------------------ | --------------------------------------- | --------- | ----------------------------------------- |
| 7º                       | Jorge Luis Wagner                       | 2024-     |                                           |
| 6º                       | Joaquín Gimeno Lahoz                    | 2010-2023 |                                           |
| 5º                       | Virginio Domingo Bressanelli            | 2005-2010 | Nomeado Bispo-coadjutor da Neuquén        |
| 4º                       | Pedro Luis Ronchino, S.D.B. †           | 1993-2005 |                                           |
| 3º                       | Argimiro Daniel Moure Piñeiro, S.D.B. † | 1975-1992 |                                           |
| 2º                       | Eugenio Santiago Peyrou, S.D.B. †       | 1964-1974 |                                           |
| 1º                       | Carlos Mariano Pérez Eslava, S.D.B. †   | 1957-1963 | Nomeado Arcebispo de Salta                |
| Bispo-auxiliar           |                                         |           |                                           |
|                          | Roberto Pío Álvarez                     | 2017-2023 | Nomeado Bispo de Rawson                   |
|                          | Alejandro Pablo Benna                   | 2017-2021 | Nomeado Bispo de Alto Valle del Río Negro |
|                          | Fernando Martín Croxatto                | 2014-2017 | Nomeado Bispo da Neuquén                  |
|                          | Mario Picchi, S.D.B.                    | 1970-1975 | Nomeado Bispo-auxiliar de La Plata        |
| Administrador apostólico |                                         |           |                                           |
|                          | Roberto Pío Álvarez                     | 2023-2024 | Bispo de Rawson                           |